# Venzone
Venzone é uma comuna italiana da região do Friuli-Venezia Giulia, província de Udine, com cerca de 2.297 habitantes. Estende-se por uma área de 54 km², tendo uma densidade populacional de 43 hab/km². Faz fronteira com Amaro, Bordano, Cavazzo Carnico, Gemona del Friuli, Lusevera, Moggio Udinese, Resia, Resiutta.

## Múmias e turismo
Venzone possui uma característica única entre as cidades italianas que é um fungo presente em seu cemitério (ou catacumbas). Este fungo, o Hyphae tombicina, faz com que os corpos ali enterrados não se decompunham normalmente, transformando os cadáveres em múmias preservadas e ainda reconhecíveis por décadas. A descoberta deste fungo é recente, mas o mistério das "múmias de Venzone" era antigo, pois a primeira múmia a ser descoberta foi em 1647, sendo batizada de "il Gobbo" (o corcunda). Este fato impressionou o exército de Napoleão, quando este invadiu a região em 1797, chegando ao ponto de alguns soldados franceses arrancaram tiras de carne da il Gobbo como souvenir macabro. Associada a esta característica, familiares tinham o hábito de desenterrar seus parentes e leva-los para suas casas a fim de passar um tempo com eles para "matar a saudade".
Atualmente, várias destas múmias estão expostas na cripta de San Michele, sendo conhecidas como "As Múmias de Venzone" e transformando-se em um patrimônio históricas e arqueológicas e de interesse antropológico.

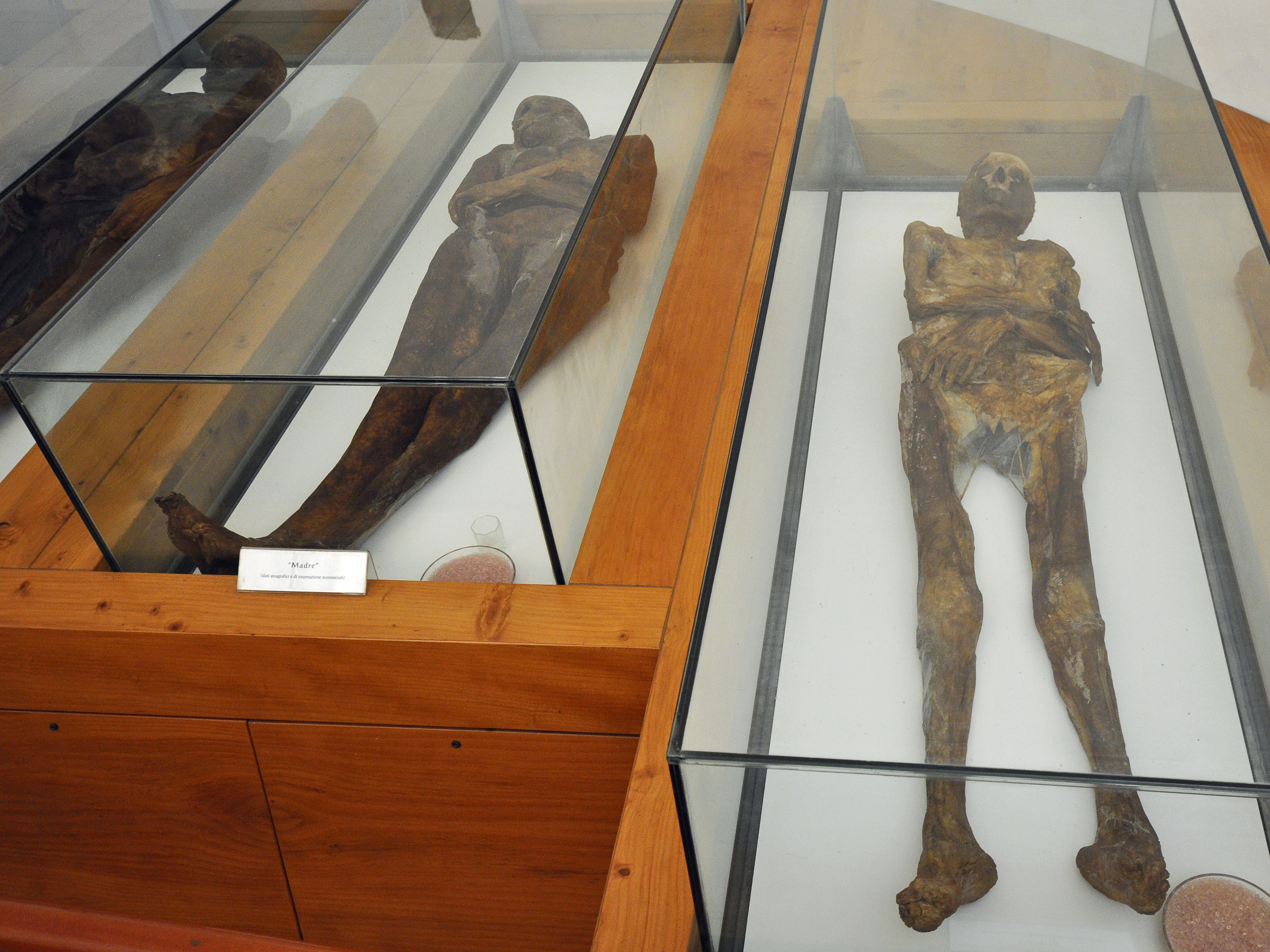
Múmias de Venzone expostas na Crypte de la chapelle Saint-Michel

## Demografia
| Variação demográfica do município entre 1861 e 2011                               |
|                                                                                   |
| Fonte: Istituto Nazionale di Statistica (ISTAT) - Elaboração gráfica da Wikipedia |